# Nekotofu
ねことうふ
Œuvres principales
- Tsukaete! Koharu (ja)
- Onii-chan wa oshimai!

Nekotofu (ねことうふ, Nekotōfu) est le pseudonyme d'un mangaka originaire de la préfecture japonaise de Wakayama. Actif depuis 2004, il est connu pour son manga Onii-chan wa oshimai!, publié depuis 2018. Avant avoir publié ce manga, il était connu pour sa carrière en tant que dōjinshika, principalement en dessinant des dérivés d'œuvres de type moe tels Magical Girl Lyrical Nanoha et The Idolmaster.

## Biographie
Nekotofu naît un 20 décembre, dans la préfecture de Wakayama,. Il effectue ses études primaires et secondaires à l'école primaire, collège et lycée intégré Chiben Gakuen (ja) (智辯学園和歌山小学校・中学校・高等学校) à Wakayama. Il s'inscrit en troisième cycle à l'école supérieure des sciences du génie de l'université d'Osaka, mais ne complète pas ses études. Il déménage ensuite à Tokyo, dans l'arrondissement spécial de Nerima. Il adopte son pseudonyme actuel, « Nekotofu », en s'inspirant de son vrai nom de famille.
Jeune, il est inspiré par la série télévisée animée Comic Party (en) et décide de devenir un dōjishinka. Il s'inspire au début de l'artiste Misato Mitsumi (ja). Il rejoint son premier cercle d'artistes du nom de « Comic Treasure » à Osaka en janvier 2004, mais avait précédemment participé à des conventions de dōjins régulièrement comme Comiket,. En 2004, il commence à créer des œuvres dérivées d'anime et jeux vidéos sous le nom de groupe « GRINP », basé dans le Kantō,. Son premier manga court publié dans un magazine s'intitutle « Yutorigurashi » (ゆとりぐらし), prépublié dans Manga Time Kirara Carat (en) du numéro de décembre 2007 à celui d'avril 2008,. Sa première série de manga, « Tsukaete! Koharu (ja) », paraît dans Manga Time Kirara Max du numéro de juillet 2009 à celui de janvier 2011,,,. En 2011, il commence une parodie de la série de manga Magical Girl Lyrical Nanoha ViVid (en), qui est en premier prépublié dans le magazine Comptiq de Kadokawa, avant de changer pour le magazine Monthly Comp Ace du même éditeur en 2016,.
Alors qu'il s'est principalement concentré sur l'écriture de dōjinshi dérivés d'œuvres existantes, Nekotofu écoute le film Your Name. de Makoto Shinkai sorti en 2016, et inspiré par le mouvement d'œuvres sur le changement de genre (« TSF ») qui émerge, il décide d'écrire « Onii-chan wa oshimai! ». « Onii-chan wa oshimai! » est en premier publié en février 2017 sur le compte Pixiv de Nekotofu,, puis il commence à auto-publier des copies physiques en mai de la même année. En juin 2018, l'éditeur Ichijinsha accepte de republier la série en format Tankōbon,. À partir d'avril 2019, la série paraît dans le magazine Monthly Comic Rex d'Ichijinsha,. La série connaît un grand succès au Japon et à l'international, attirant notamment une version traduite en chinois et en allemand. Son manga est adapté en série télévisée de douze épisodes en janvier 2023.
Pour contrer le piratage des mangas par des traductions illégales en Chine, Nekotofu lance en 2018 une version électronique chinoise sur son propre site web. Depuis 2023, dû à la popularité de sa série, Nekotofu fait face à des personnes vendant des faux autographes en son nom.

## Principales œuvres

### Manga
- Yutorigurashi (ゆとりぐらし, Yutorigurashi?), prépublié dans Manga Time Kirara Carat du numéro de décembre 2007 à celui d'avril 2008 ;
- Tsukaete! Koharu (ja) (つかえて!コハル, Tsukaete! Koharu?), prépublié dans Manga Time Kirara Max du juillet 2009 à celui de janvier 2011, un volume publié par Hōbunsha en 2011, republié en version électronique en 2020 ;
- Magical Girl Lyrical Nanoha ViVid LIFE (en) (魔法少女リリカルなのはViVid LIFE, Mahō Shōjo Ririkaru Nanoha Vividdo Raifu?), prépublié dans Comptiq de 2011 à 2013, puis dans Monthly Comp Ace de 2013 à 2016, quatre volumes publiés par Kadokawa Comics A ;
- (en cours) Onii-chan wa oshimai! (お兄ちゃんはおしまい!, Onii-chan wa oshimai!?), prépublié sur Pixiv depuis 2017, depuis 2018 sur Nico Nico Seiga (ja) et depuis 2019 dans Monthly Comic Rex, 9 volumes publiés par Ichijinsha en date de 2025.